# Studio Santa Claus Entertainment
Studio Santa Claus Entertainment（韓語：스튜디오 산타클로스 엔터테인먼트）是韓國的經紀公司，成立於2004年12月30日，前身Sim娛樂於2016年初接受中國華誼兄弟子公司華誼樂恆200多億韓元的投資，5月份正式更名華誼兄弟娛樂。
2020年9月，公司名称变更为Studio Santa Claus Entertainment，并任命裴俊吾为新任代表理事。自2016年起，公司名称历经数次变更，分别为Sim Entertainment、Huayi Brothers、Huayi Brothers Korea及Fleet。
2022年11月，Studio Santa Claus Entertainment宣布大幅裁减艺人经纪管理业务，以整合资源投入到电影、电视剧制作业务中。旗下演员周元、秀爱、李多喜、金玉彬、金盛吴跳槽至前高层崔明奎创办的新公司Ghost Studio。

## 旗下藝人

### 男演員
- 金海元（김해원）
- 李宇濟
- 全榮燦（전영찬）
- 吳民洙（오민수）
- 安恩浩（안은호）
- 车胜焕（차승환）
- 李铉杰（2024年—）[5]

### 女演員
- 金惠鈺
- 崔智友（2024年—）
- 千允京（천윤경）
- 廉智詠
- 李尚景（이상경）
- 郑会麟
- 金勝熙（김승희）
- 金素賢（김소현）
- 河賢旭（하현욱）
- 全昭旻（2024年—）[6]
- 林賢珠（2024年—）[7]

## 已離開藝人

### 男演員
- 姜信日
- 姜聲振
- 鄭進永
- 薛耿求
- 趙善穆
- 姜至奐
- 崔權
- 劉健
- 許俊碩
- 李柱亨
- 金英雄
- 趙輝
- 李述光
- 金周燁
- 李韓
- 李東輝
- 柳海真
- 金民哲（朝鲜语：김민재 (1979년)）
- 金相浩
- 金盛吳
- 金允錫
- 劉慶秀
- 柳成祿（朝鲜语：류성록）
- 武進成
- 閔鎮雄
- 朴健一
- 宋清晨
- 申柱煥
- 嚴泰雄
- 柳承穆
- 李善鎬
- 林在赫
- 張明峽（朝鲜语：장명갑）
- 張赫鎮
- 周元
- 朱鎮模 (1958年)
- 朱鎮模 (1974年)
- 池允浩
- 千正明
- 崔正煥（1989年）
- 崔泰俊
- 韓宰厚
- 黃在烈（朝鲜语：황재열）
- 音文碩
- 金允泰（朝鲜语：김윤태）
- 李秀雄

### 女演員
- 全美善
- 嚴正化
- 文素利
- 林晶恩
- 瑞雨
- 賈媛
- 申允珠
- 李文貞
- 韓善伙
- 金諪恩
- 朴恩智
- 金珠賢
- 李是英
- 全秀珍
- 崔宥拉（朝鲜语：최유라 (1987년)）
- 姜星
- 吉海妍
- 金玉彬
- 金智慧（1995年）
- 朴世阮
- 朴珠美
- 朴慧秀
- 裴珉廷（朝鲜语：배민정）
- 徐令姬
- 宋湘恩
- 秀愛
- 吳妍兒
- 吳賢慶
- 李多熙
- 林智妍
- 張姬領
- 鄭多彬
- 蔡舒辰
- 河戀姝
- 黃寶雲（1998年）
- 黃雨瑟惠
- 朴寶藍
- 廉俞利
- 吳慧秀
- 鄭惠成

## 影视制作

### 电视剧
- 2015年：NAVER TV／KBS 2TV《皇太子的王子》
- 2015年：SBS《假面》
- 2015年：MBC Every1《漫畫英雄 – ToonDraShow之清純家族》
- 2016年：MBC Every1《网络漫画英雄-Tundra Show 第2季》
- 2016年：MBC《好運羅曼史》
- 2017年：SBS《我的野蠻女友》
- 2017年：MBC《君主－假面的主人》
- 2017年：MBC《20世紀少男少女》
- 2019年：tvN《伟大的Show》
- 2019年：TV朝鲜《朝鮮生存記》
- 2021年：Netflix《以吾之名》
- 2022年：Disney+《原来这就是爱啊》

### 电影
- 2013年：《偷心賊》
- 2019年：《再見，未成年》
- 待定：《MIST》(미스트)[8]
- 待定：《常客餐厅》（단골식당)[9]

## 外部連結
- 官方网站
- Studio Santa Claus Entertainment的Facebook專頁
- YouTube上的Studio Santa Claus Entertainment頻道
- Studio Santa Claus Entertainment的Instagram帳戶
- Studio Santa Claus Entertainment的Naver Post